# Abraham Joseph Menz
Abraham Joseph ben Simon Wolf Menz (em iídiche:  אברהם יוסף בן שמעון וואָלף מענץ) foi um rabino e matemático alemão em Frankfurt am Main.
Escreveu um texto elementar sobre matemática intitulado Reshit Limmudim, em três partes: Kelale handasah, as regras gerais da álgebra; Yesodot ha-gematriot, os elementos da geometria; e Yesod ha-tekunah, sobre astronomia. Somente a primeira parte foi publicada (Berlim, 1775).
1. ↑  Fuenn, Shmuel Yosef (1886). Knesset Yisrael: zikhronot le-toldot gedole Yisrael ha-nodaʻim la-shem be-toratam, be-ḥokhmatam, uve-maʻasehem [The Assembly of Israel: A Biographical Lexicon of the Great Persons of Israel Known for their Scholarship, Wisdom, and Deeds] (em hebraico). Warsaw: Boymriter & Gonshor. p. 40
2. ↑  Steinschneider, Moritz (1852–60). Catalogus Librorum Hebræorum in Bibliotheca Bodleiana (em latim). Berlin: A. Friedlaender. p. 702
3. ↑  Fürst, Julius (1863). Bibliotheca Judaica: Bibliographisches Handbuch der gesammten jüdischen Literatur (em alemão). 2. Leipzig: Verlag von Wilhelm Engelmann. p. 368
4. ↑  Zeitlin, William (1890). «Menz, Abraham Joseph, Rabbiner in Frankfurt a/M». Bibliotheca hebraica post-Mendelssohniana (em alemão). Leipzig: K. F. Koehler's Antiquarium. p. 238
5. ↑   Deutsch, Gotthard; Levinson, S. J. (1901–1906). «Menz, Abraham Joseph ben Simon Wolf». In:  Singer, Isidore;  et al. Enciclopédia Judaica. Nova Iorque: Funk & Wagnalls

- Este artigo incorpora texto da Enciclopédia Judaica (Jewish Encyclopedia) (em inglês) de 1901–1906, uma publicação agora em domínio público.